# Museo de antigüedades Aruba
El Museo de antigüedades Aruba (en papiamento: Museo di Antiguedad Aruba) es un museo localizado en la ciudad de Oranjestad la capital del país autónomo e isla caribeña de Aruba, está dedicado a promover la cultura y la herencia de los antepasados de la isla. El museo funciona desde el año 1994, es popular entre los turistas locales y extranjeros.
El edificio donde se encuentra el museo data del siglo XVII, con una gran colección y al menos 23 salas de exposición.